# Zavar
Zavar ist ein Ort und eine Gemeinde im Okres Trnava des Trnavský kraj in der westlichen Slowakei. Die früheste belegte Erwähnung des Ortes erfolgte im Jahr 1255 unter dem Namen Zovvor. Die Zahl der Einwohner belief sich per 31. Dezember 2007 auf (errechnet) 2078 Personen.

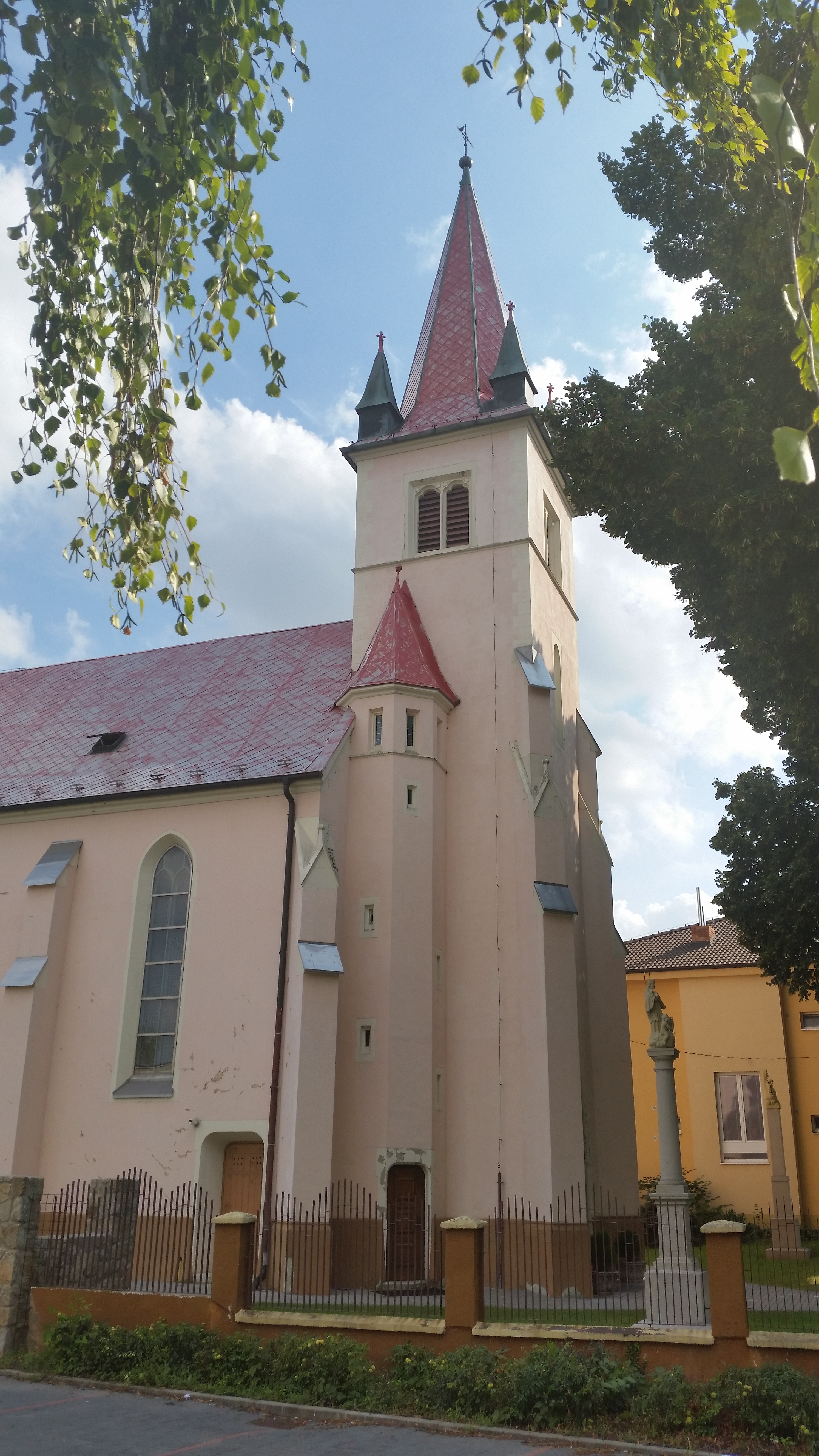
Kirche

Zavar liegt südöstlich der Stadt Trnava nahe der Autobahn D1 am Fluss Dolná Blava. Auf dem Gebiet des Ortes wurden große Teile einer Peugeot-Fahrzeugfabrik zur Fertigung des Peugeot Citroën errichtet.

## Persönlichkeiten
- György Mailáth (1786–1861), ungarischer Politiker, Landesrichter und Präsident des Magnatenhauses
- Gejza Dusík (1907–1988), Komponist
- Ľuboš Hanzel (* 1987), Fußballspieler

## Bevölkerung
| Jahr                | 1994 | 2004    | 2014     | 2024     |
| ------------------- | ---- | ------- | -------- | -------- |
| Anzahl der Personen | 1649 | 1755    | 2222     | 2563     |
| Unterschied         |      | +6,42 % | +26,60 % | +15,34 % |

| Jahr                | 2023 | 2024    |
| ------------------- | ---- | ------- |
| Anzahl der Personen | 2536 | 2563    |
| Unterschied         |      | +1,06 % |